# Eucoptacra torquata
Eucoptacra torquata är en insektsart som beskrevs av Bolívar, I. 1912. Eucoptacra torquata ingår i släktet Eucoptacra och familjen gräshoppor. Inga underarter finns listade i Catalogue of Life.